# Taxonomia evolutiva
Taxonomia evolutiva, sistemática evolutiva ou classificação darwiniana é um ramo da classificação biológica que busca classificar os organismos utilizando uma combinação de relação filogenética (descendência compartilhada), relação progenitor‑descendente (descendência seriada) e grau de mudança evolutiva. Esse tipo de taxonomia pode considerar táxons inteiros em vez de espécies individuais, de forma que grupos de espécies possam ser inferidos como dando origem a novos grupos. O conceito encontrou sua forma mais conhecida na síntese evolutiva moderna dos primeiros anos de 1940.
A taxonomia evolutiva difere da estrita taxonomia linneana pré‑darwiniana (que produz apenas listas ordenadas) por construir árvores evolutivas. Enquanto na nomenclatura filogenética cada táxon deve consistir de um único nó ancestral e de todos os seus descendentes, a taxonomia evolutiva permite que grupos sejam excluídos de seus táxons parentais (por exemplo, os dinossauros não são considerados como incluindo aves, mas como tendo dado origem a elas), permitindo assim táxons parafiléticos.

## Origem da taxonomia evolutiva

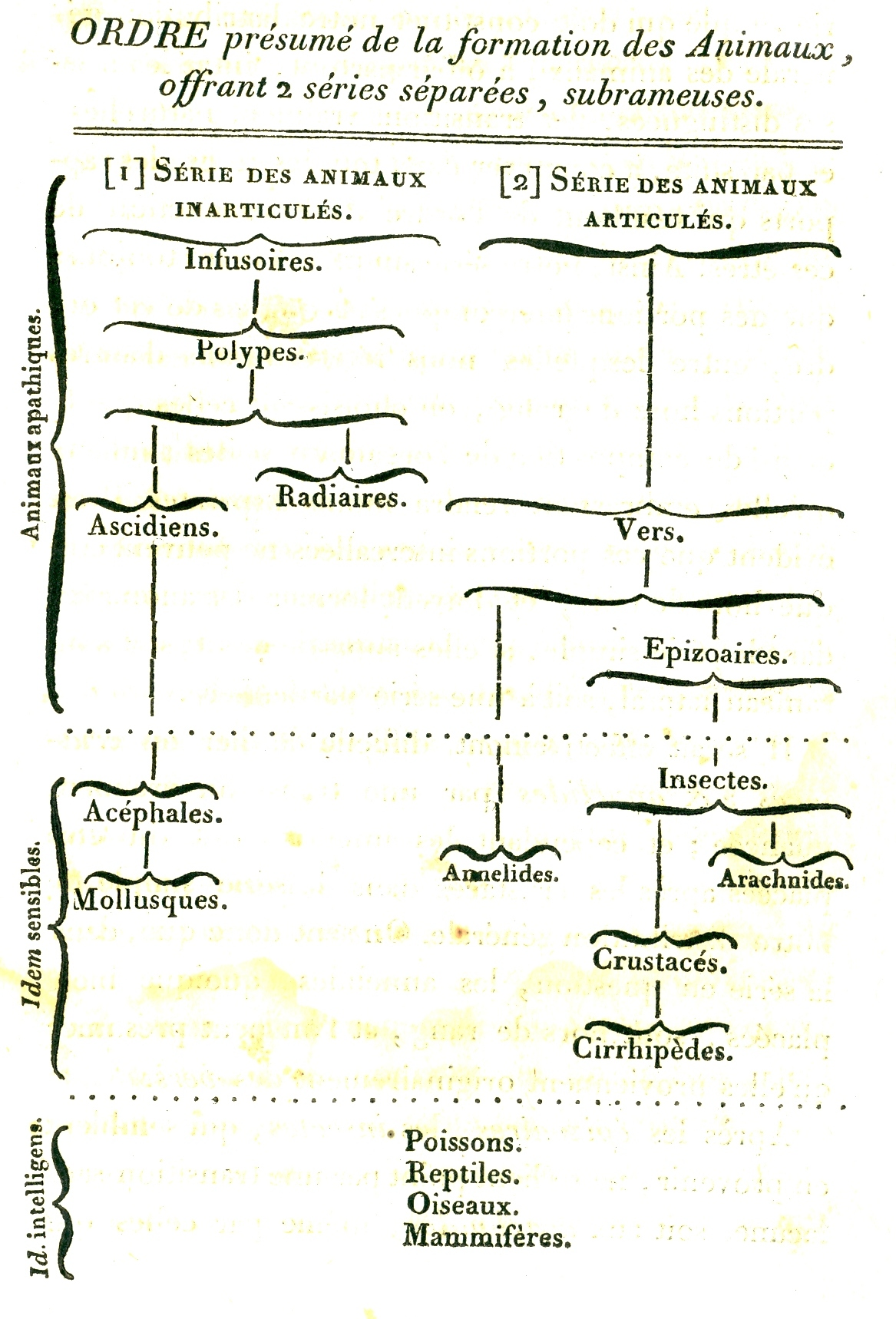
Diagrama de 1815 de Jean-Baptiste Lamarck mostrando a ramificação no curso da evolução dos invertebrados

A taxonomia evolutiva surgiu como resultado da influência da teoria da evolução na taxonomia linneana. A ideia de traduzir a taxonomia linneana em uma espécie de dendrograma dos Animais e das Plantas reinos foi formulada no final do século XVIII, muito antes da publicação do livro de Charles Darwin A Origem das Espécies. O primeiro a sugerir que os organismos possuíam descendência comum foi Pierre-Louis Moreau de Maupertuis em seu Essai de Cosmologie de 1751, A transmutação das espécies passou a circular em círculos científicos mais amplos com o Zoönomia de 1796 de Erasmus Darwin e a Philosophie Zoologique de 1809 de Jean-Baptiste Lamarck. A ideia foi popularizada no mundo de língua inglesa por meio do especulativo, mas amplamente lido, Vestiges of the Natural History of Creation, publicado anonimamente por Robert Chambers em 1844.
Após a publicação de A Origem das Espécies, representações da Árvore da Vida tornaram-se populares em trabalhos científicos. Em A Origem das Espécies, o ancestral permaneceu em grande parte como uma espécie hipotética; Darwin concentrou‑se principalmente em demonstrar o princípio, abstendo‑se cuidadosamente de especular sobre as relações entre organismos vivos ou fósseis e utilizando apenas exemplos teóricos. Em contraste, Chambers havia proposto hipóteses específicas, como a evolução dos mamíferos placentários a partir dos marsupiais.
Após a publicação de Darwin, Thomas Henry Huxley utilizou os fósseis de Archaeopteryx e Hesperornis para argumentar que as aves são descendentes dos dinossauros. Assim, um grupo de animais extantes poderia ser associado a um grupo fóssil. A descrição resultante – de dinossauros "dando origem a" ou sendo "os ancestrais de" aves – exibe a marca essencial do pensamento taxonômico evolutivo.
As últimas três décadas viram um aumento dramático no uso de sequências de DNA para reconstruir a filogenia e uma mudança paralela de ênfase da taxonomia evolutiva para a 'sistemática filogenética' de Hennig.
Hoje, com o advento da genômica moderna, cientistas de todos os ramos da biologia utilizam a filogenia molecular para orientar suas pesquisas. Um método comum é o alinhamento múltiplo de sequências.
Thomas Cavalier-Smith, G. G. Simpson e Ernst Mayr são alguns dos taxonomistas evolutivos representativos.

## Novos métodos na sistemática evolutiva moderna
Esforços para combinar métodos modernos de cladística, filogenia e análise de DNA com as visões clássicas de taxonomia têm surgido recentemente. Certos autores constataram que a análise filogenética é cientificamente aceitável, desde que a parafilia seja admitida, ao menos para determinados grupos. Tal posição é promovida em artigos de Tod F. Stuessy e de outros. Uma forma particularmente rigorosa de sistemática evolutiva foi apresentada por Richard H. Zander em diversos artigos, mas resumida em seu "Framework for Post-Phylogenetic Systematics".
Resumidamente, a sistemática pluralista de Zander baseia‑se na incompletude de cada uma das teorias: um método que não pode refutar uma hipótese é tão não científico quanto uma hipótese que não pode ser refutada. A cladística gera apenas árvores de ascendência compartilhada, e não de ascendência seriada. Táxons que evoluem de forma seriada não podem ser analisados somente pela ascendência compartilhada por métodos cladísticos. Hipóteses como a radiação adaptativa a partir de um único táxon ancestral não podem ser refutadas com a cladística. A cladística oferece uma forma de agrupar por transformações de traços, mas nenhuma árvore evolutiva pode ser inteiramente dicotômica. A filogenia postula táxons ancestrais compartilhados como agentes causais para dicotomias, embora não haja evidência da existência de tais táxons. A sistemática molecular utiliza dados de sequência de DNA para rastrear mudanças evolutivas, de forma que a parafilia e, por vezes, a polifilia filogenética sinalizam transformações de ancestral‑descendente em nível de táxon, mas, de outra forma, a filogenia molecular não prevê parafilia extinta. É necessária uma análise transformacional adicional para inferir a descendência seriada.

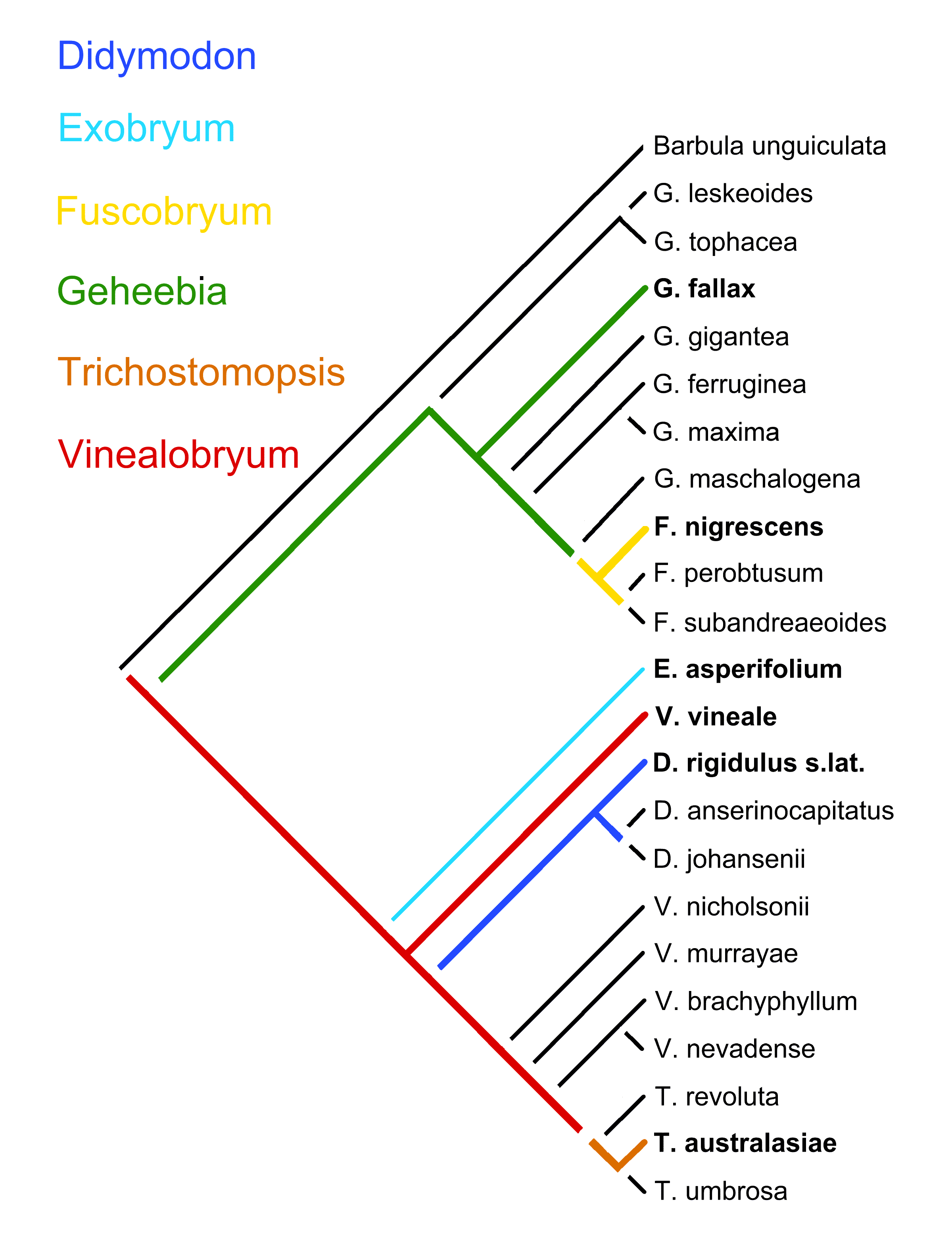
Cladograma do gênero de musgo Didymodon mostrando transformações de táxons. As cores denotam grupos dissilientes

O cacto Besseyano ou commagrama é a melhor árvore evolutiva para mostrar tanto a ascendência compartilhada quanto a seriada. Primeiro, é gerado um cladograma ou chave natural. Táxons ancestrais generalizados são identificados e táxons descendentes especializados são indicados como se ramificando da linhagem, com uma linha de uma cor representando o progenitor ao longo do tempo. Em seguida, elabora‑se um cacto Besseyano ou commagrama que representa tanto a ascendência compartilhada quanto a seriada. Táxons progenitores podem ter um ou mais táxons descendentes. Medidas de suporte em termos de fatores de Bayes podem ser fornecidas, seguindo o método de análise transformacional de Zander utilizando decibans.
A análise cladística agrupa táxons por traços compartilhados, mas incorpora um modelo de ramificação dicotômica emprestado da fenética. É, essencialmente, uma chave natural dicotômica simplificada, embora reversões sejam toleradas. O problema, obviamente, é que a evolução não é necessariamente dicotômica. Um táxon ancestral gerando dois ou mais descendentes requer uma árvore mais longa e menos parcimoniosa. Um nó de cladograma resume todos os traços que lhe são distais, e não os de um táxon específico, e a continuidade em um cladograma é de nó para nó, e não de táxon para táxon. Este não é um modelo de evolução, mas uma variante da análise de agrupamento hierárquico (mudanças de traços e ramos não ultramétricos). Por isso, uma árvore baseada apenas em traços compartilhados não é chamada de árvore evolutiva, mas apenas de árvore cladística. Essa árvore reflete, em grande medida, as relações evolutivas por meio das transformações dos traços, mas ignora as relações decorrentes da transformação em nível de espécies de táxons extantes.

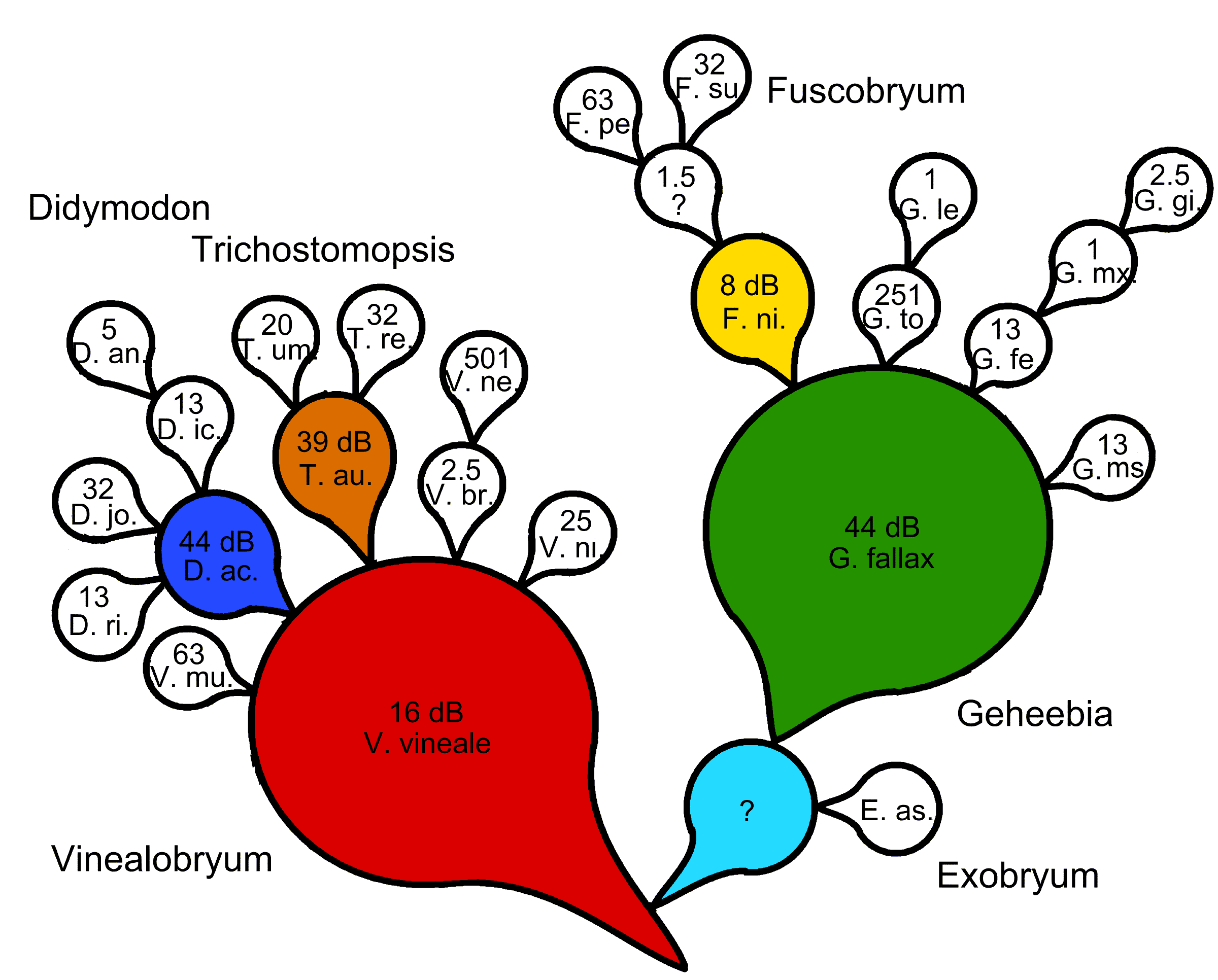
Árvore evolutiva do cacto Besseyano do gênero de musgo Didymodon com táxons generalizados em cor e descendentes especializados em branco. Medidas de suporte são dadas em termos de fatores de Bayes, utilizando análise deciban de transformação de táxon. Apenas dois progenitores são considerados ancestrais compartilhados desconhecidos

A filogenia tenta injetar um elemento seriado postulando, ad hoc, ancestrais compartilhados indemontráveis em cada nó de um cladograma. Em um cladograma totalmente dicotômico, há, em número, um ancestral compartilhado invisível a menos do que o número de táxons terminais. Assim, obtém‑se, efetivamente, uma chave natural dicotômica com um ancestral compartilhado invisível gerando cada par. Isso não pode implicar uma explicação baseada em processos sem a devida justificativa para a dicotomia e sem a suposição dos ancestrais compartilhados como causas. A forma cladística de análise das relações evolutivas não pode refutar nenhum cenário evolutivo genuíno que incorpore transformação seriada, segundo Zander.
Zander apresentou métodos detalhados para gerar medidas de suporte para a descendência seriada molecular e para a descendência seriada morfológica utilizando fatores de Bayes e análise Bayesiana sequencial por meio de deciban de Turing ou adição de bits informacionais de Shannon.

## A Árvore da Vida

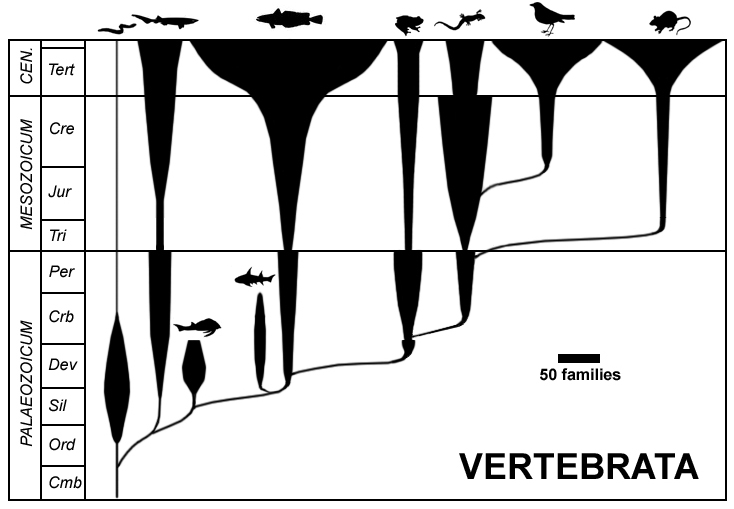
Evolução dos vertebrados em nível de classe, com a largura dos fusos indicando o número de famílias. Diagramas em fuso são frequentemente utilizados na taxonomia evolutiva.

À medida que mais grupos fósseis foram encontrados e reconhecidos no final do século XIX e início do século XX, os paleontólogos trabalharam para compreender a história dos animais ao longo dos tempos, ligando os grupos conhecidos. A Árvore da vida foi sendo mapeada gradualmente, com os grupos fósseis assumindo suas posições na árvore à medida que o conhecimento avançava.
Esses grupos ainda mantinham suas categorias taxonômicas linneanas formais. Alguns deles são parafiléticos, pois, embora cada organismo do grupo esteja ligado a um ancestral comum por uma cadeia ininterrupta de ancestrais intermediários, alguns outros descendentes desse ancestral ficam fora do grupo. A evolução e a distribuição dos vários táxons ao longo do tempo são comumente exibidas como um diagrama em fuso (frequentemente chamado de Romerograma, em homenagem ao paleontólogo americano Alfred Romer), onde diversos fusos se ramificam, cada fuso representando um táxon. A largura dos fusos pretende implicar a abundância (frequentemente o número de famílias) em função do tempo.
A paleontologia de vertebrados havia mapeado a sequência evolutiva dos vertebrados, conforme então compreendida, de forma razoável, até o final do século XIX, seguida por um entendimento satisfatório da sequência evolutiva do reino vegetal no início do século XX. A junção das diversas árvores em uma grande Árvore da Vida só se tornou realmente possível com os avanços em microbiologia e bioquímica no período entre as Guerras Mundiais.

## Diferença terminológica
Os dois métodos – a taxonomia evolutiva e a sistemática filogenética derivada de Willi Hennig – diferem no uso da palavra "monofilético". Para os sistemáticos evolutivos, "monofilético" significa apenas que um grupo é derivado de um único ancestral comum. Na nomenclatura filogenética, há a ressalva adicional de que a espécie ancestral e todos os seus descendentes devem estar incluídos no grupo. O termo "holofilético" foi proposto para esse último significado. Por exemplo, os anfíbios são monofiléticos segundo a taxonomia evolutiva, uma vez que surgiram a partir dos peixes apenas uma vez. Sob a taxonomia filogenética, os anfíbios não constituem um grupo monofilético, pois os amnióteos (réptils, aves e mamíferos) evoluíram a partir de um ancestral anfíbio e, por isso, não são considerados anfíbios. Tais grupos parafiléticos são rejeitados na nomenclatura filogenética, mas são vistos como um sinal de descendência seriada pelos taxonomistas evolutivos.